# 薩摩塩屋駅
薩摩塩屋駅（さつましおやえき）は、鹿児島県南九州市知覧町塩屋にある、九州旅客鉄道（JR九州）指宿枕崎線の駅である。

## 歴史
- 1963年（昭和38年）10月31日：国鉄指宿枕崎線の駅として開設[1][2]。旅客のみ取扱う無人駅[3]。開業時は1面1線[4]。
- 1987年（昭和62年）4月1日：国鉄分割民営化に伴い、JR九州の駅となる[1]。

## 駅構造
単式ホーム1面1線を有する地上駅。開業後に必要に応じて、列車交換設備を設置できるように設計されている。
無人駅。保線用機械を留置するための留置線があり、枕崎側の乗越式ポイントで本線と合流している。

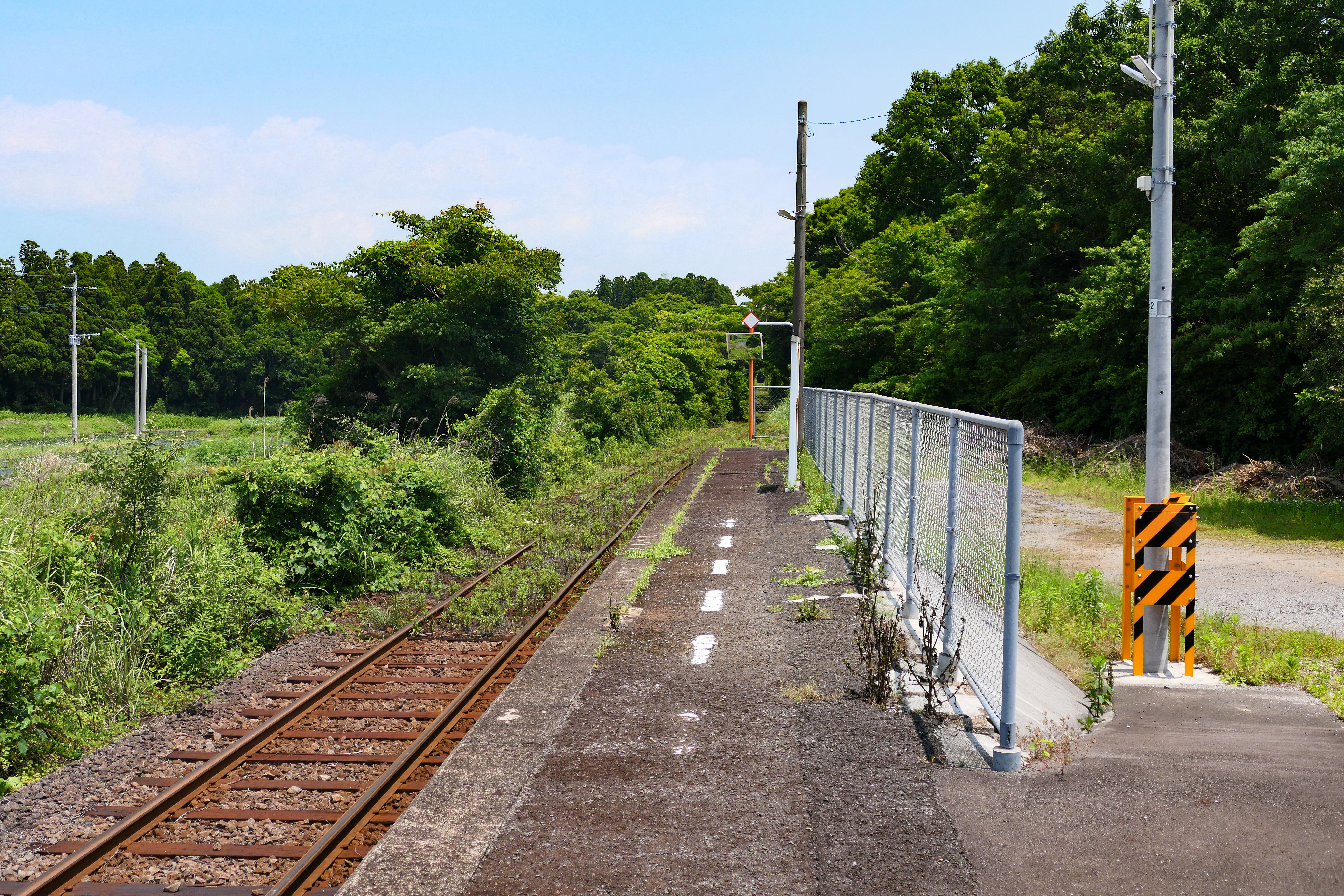
ホーム（2023年5月）
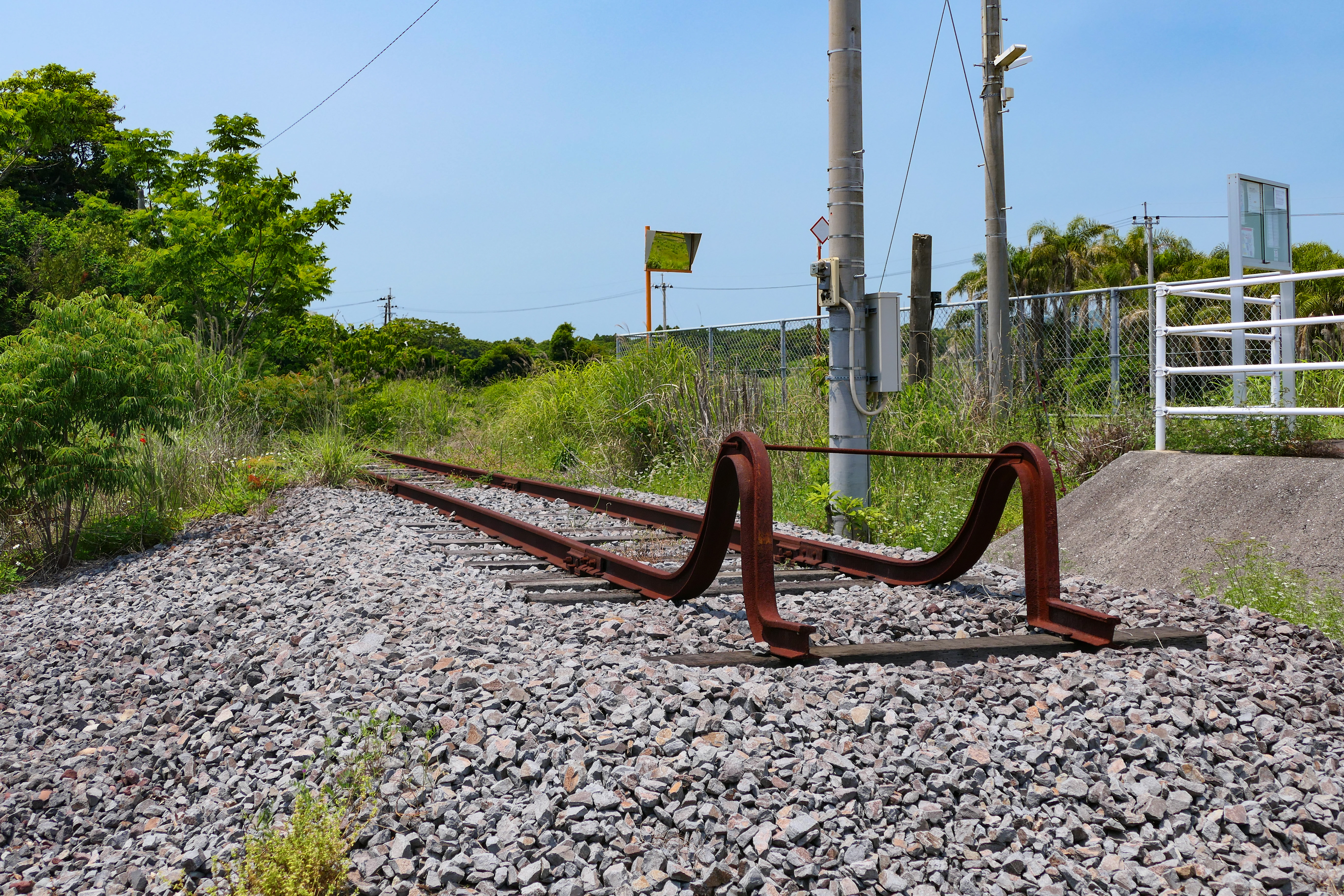
留置線（2023年5月）
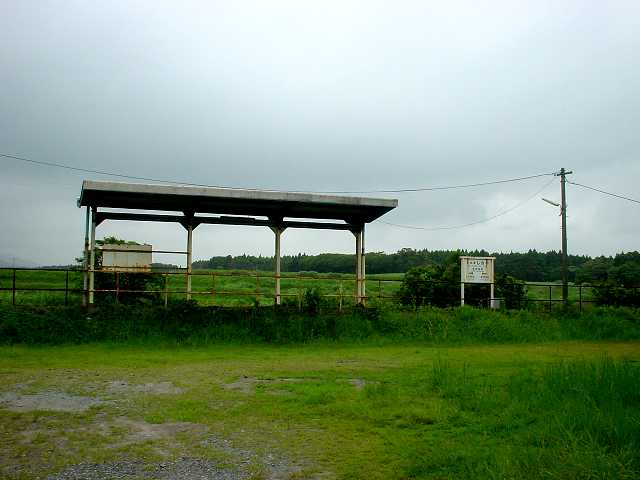
島式ホームの名残を留めていたホーム上屋（2005年7月）

## 利用状況
- 2015年度の1日平均乗車人員は0.1人である。

| 年度 | 1日平均 乗車人員 | 1日平均 乗降人員 |
| ---- | ---------------- | ---------------- |
| 2007 | 0.7              | 1                |
| 2008 | 0.8              | 1                |
| 2009 | 0.2              | 0.5              |
| 2010 | 0.4              | 1                |
| 2011 | 0.6              | 1                |
| 2012 | 1                | 2                |
| 2013 | 0                | 1                |
| 2014 | 0.1              | 0.2              |
| 2015 | 0.1              | 0.3              |

## 駅周辺
- 国道226号
- 塩屋郵便局
- 法泉寺
- 東塩屋共同納骨堂

## 隣の駅
九州旅客鉄道（JR九州）
■指宿枕崎線
松ケ浦駅 - 薩摩塩屋駅 - 白沢駅